# XO-2 (항성)
XO-2는 살쾡이자리에 위치한, 지구로부터 약 490광년 떨어진 곳에 위치한 쌍성이다. XO-2N과 XO-2S의 두 항성으로 구성되어 있으며, XO-2N과 XO-2S 둘 다 행성을 가지고 있다.

## 쌍성계
이 체계는 별을 일반적으로 구성 요소 A와 B로 지칭하지 않고 하늘에서의 위치에 따라 지정한다는 점에서 특이하다. 즉, XO-2N은 북극성이고 XO-2S는 남극성이다. 두 별 모두 태양보다 약간 차갑고 온도가 서로 거의 동일하다. 이 시스템의 겉보기등급은 11이며 맨눈으로는 관측이 불가 하지만 작은 망원경을 통해 볼 수 있다.
XO-2N과 XO-2S의 거리는 약 4,600 AU이다.

## 행성계
XO-2N을 공전하는 외계 행성은 하나 확인되었다. 뜨거운 목성으로 분류되는 XO-2Nb는 2007년 XO-2N 주위를 통과법을 사용하여 XO 망원경에 의해 발견되었다. 이것은 처음에는 행성계에서 알려진 유일한 행성이었고 XO-2b로 불렸었다.
2014년에 시선속도법을 사용하여 두 개의 행성이 XO-2S 주위를 공전하는 것으로 보고되었다. 그 중 하나는 목성 질량이고 다른 하나는 토성과 비슷한 질량을 가지고 있다.  2024년 연구에서는 XO-2S 주위에 세 번째, 초목성 질량 행성이 있다는 증거를 발견했다.
1. ↑  Desidera, S.; Bonomo, A. S.; Claudi, R. U.; Damasso, M.; Biazzo, K.; Sozzetti, A.; Marzari, F.; Benatti, S.; Gandolfi, D. (2014년 7월). “The GAPS programme with HARPS-N at TNG: IV. A planetary system around XO-2S⋆⋆⋆”. 《Astronomy & Astrophysics》 567: L6. doi:10.1051/0004-6361/201424339. ISSN 0004-6361.
2. 1 2  Burke, Christopher J.; McCullough, P. R.; Valenti, Jeff A.; Johns‐Krull, Christopher M.; Janes, Kenneth A.; Heasley, J. N.; Summers, F. J.; Stys, J. E.; Bissinger, R. (2007년 12월 20일). “XO‐2b: Transiting Hot Jupiter in a Metal‐rich Common Proper Motion Binary”. 《The Astrophysical Journal》 (영어) 671 (2): 2115–2128. doi:10.1086/523087. ISSN 0004-637X.
3. ↑  Ruggieri, A.; Desidera, S.; Biazzo, K.; Pinamonti, M.; Marzari, F.; Mantovan, G.; Sozzetti, A.; Bonomo, A. S.; Lanza, A. F. (2024년 4월). “The GAPS Programme at TNG: LIII. New insights on the peculiar XO-2 system”. 《Astronomy & Astrophysics》 684: A116. doi:10.1051/0004-6361/202348042. ISSN 0004-6361.